# Дзета Водолея
Дзета Водолея (лат. ζ Aquarii), 55 Водолея (лат. 55 Aquarii) — кратная звезда в созвездии Водолея на расстоянии (вычисленном из значения параллакса) приблизительно 91,9 световых лет (около 28,2 парсеков) от Солнца. Видимая звёздная величина звезды — +3,65m. Возраст звезды оценивается как около 3 млрд лет.
Первый, второй компоненты — Дзета² Водолея (лат. ζ² Aquarii), HD 213052. Видимая звёздная величина — +4,34m. Орбитальный период — около 25,95 лет.
Третий компонент — Дзета¹ Водолея (лат. ζ¹ Aquarii), HD 213051. Видимая звёздная величина — +4,49m. Орбитальный период — около 587 лет.

## Характеристики
Первый компонент — жёлто-белая звезда спектрального класса F3V или F2IV. Масса — около 1,4 солнечной, радиус — около 3,61 солнечных, светимость — около 23,03 солнечных. Эффективная температура — около 6651 К.
Второй компонент — оранжевая звезда спектрального класса K. Масса — около 0,6 солнечной.
Третий компонент — жёлто-белая звезда спектрального класса F6IV. Масса — около 1,4 солнечной.